# Asesinato de Candela Sol Rodríguez
Candela Sol Rodríguez Labrador (16 de noviembre de 1999 - 29 o 30 de agosto de 2011), una niña argentina de 11 años que fue secuestrada el lunes 22 de agosto de 2011 cerca de su casa en Hurlingham y su cuerpo fue encontrado el 30 de agosto. La desaparición de la niña mantuvo en vilo a la sociedad y la prensa argentina, y el posterior hallazgo de su cuerpo con signos de asesinato causó conmoción en el país. 

## La víctima y el secuestro
Candela era una niña de 11 años que vivía con su madre, Carola Labrador. Al momento de su desaparición su padre, Alfredo Rodríguez, se encontraba preso desde hacía 14 meses por un caso de piratería del asfalto (causa IPP23896/10 tramitado en Morón), además de otras dos causas en San Martín y fue detenido por robo agravado de mercadería en tránsito.
El secuestro de Candela sucedió el lunes 22 de agosto de 2011 a las tres y media de la tarde, mientras la víctima esperaba fuera de su casa a unas amigas para ir juntas a merendar a la casa de una de ellas. Su madre se encontraba dentro de la casa.
La madre realizó notas a los medios de comunicación pidiendo datos sobre el paradero de la menor.

## Búsqueda
Desde el 23 de agosto comenzaron los allanamientos para encontrar datos sobre el paradero de la menor. 
El 24 de agosto se efectuó una búsqueda en el conurbano bonaerense – de Florencio Varela a Esteban Echeverría y El Jagüel. El Ministro de Justicia y Seguridad de la provincia de Buenos Aires, Ricardo Casal, desvinculó al padre del caso: 

“Tenemos mil hipótesis y algunas han sido desechadas. Por ejemplo, desechamos que haya sido una venganza al padre de la menor, que se encuentra preso. Es verdad que el padre es problemático, pero desechamos casi por completo que se trate de un ajuste de cuentas al padre. Ya que no hubo ningún llamado extorsivo”, dijo una fuente de la investigación. El padre de la chica está detenido en la cárcel de Magdalena, donde cumple una condena por “piratería del asfalto.

Además de la policía provincial y del ministro Casal, en el caso trabajó el comisario Paggi y el fiscal Marcelo Tavolaro, junto a un equipo de psicólogos, se encargó de entrevistar a la madre, para trazar el perfil psicológico de Candela y su familia. 
Ese mismo día surgieron rumores sobre cuatro llamados telefónicos que, según decían, había realizado la menor, desde el cautiverio, a su madre y que estaba secuestrada y que la habían intentado violar. Pero finalmente fue allanada la casa de donde había provenido el llamado y luego desmentida, se trataba de un llamado que había realizado una niña, de aproximadamente su edad, a esa casa el día martes 23 por una apuesta que había realizado con su hermano. Fue intervenido el celular de la menor, que estaba fuera de servicio por falta de pago, pero por pedido de la Justicia fue dado de alta y se activó en dos oportunidades. La hipótesis de los investigadores fue que se lo robaron. 

“Se siguió la pista del celular pero fue activado en la calle y cuando llegamos no había nadie”. 
Fuentes judiciales.

El 25 de agosto se realizó una marcha a la que asistió la tía de Candela. El ministro Casal informó que se pagarían 100.000 pesos de recompensa a quien aportase datos sobre el paradero de la niña. Ese día Alfredo Rodríguez fue trasladado desde la cárcel de Magdalena para que declarar ante el fiscal, para establecer o no algún vínculo con sus causas.
El 30 de agosto por la mañana, famosos hicieron una campaña para encontrar a Candela llamada "48 horas por Candela", entre ellos Facundo Arana, Ricardo Darín, Guillermo Francella, Adrián Suar, Mercedes Morán, Juan José Campanella y Enrique Piñeyro, en la Fundación Ernesto Sábato, en donde asistió su madre.
El 31 por la mañana, se realizaron allanamientos en el barrio de Candela y aproximadamente tres en Villa Tesei y otras localidades de Hurlingham. Ese mismo día se dio a conocer a la prensa un supuesto llamado del padre extorsionando a la madre pidiéndole dinero.

Hombre: Ahora sí que jamás vas a encontrar a tu hija. Jamás la van a encontrar.

Mujer:¿No?

Hombre: No, te lo aseguro yo. Hasta que esa conchuda no devuelva la guita, no la van a ver nunca más. Que le pregunte al marido donde dejó la guita.
La voz masculina, presumían que era del padre y la femenina de la tía.

## Hallazgo del cuerpo
El cuerpo de la niña fue hallado 9 días después de su desaparición, el miércoles 31 de agosto de 2011, a las 16.30 horas, a treinta y cinco cuadras de su casa, en un terreno baldío en Villa Tesei al costado del Acceso Oeste.
El cuerpo fue encontrado dentro de una bolsa, por una cartonera que caminaba por las cercanías del terreno y que luego dio aviso a la policía. Al lugar asistieron la madre y el gobernador Daniel Scioli.
La madre reconoció a Candela:

“¡Me mataron a mi hija, por Dios!”

## Investigación e hipótesis
El miércoles 31 de agosto la policía secuestró una camioneta para determinar si la niña había pasado sus últimos días allí. La camioneta, que fue allanada por los antecedentes, pertenecía a Juan Manuel “El Gordo” Falasco un vecino de Candela Labrador.
El jueves 1 de septiembre se realizó el velatorio, luego de que trascendiera el resultado de la autopsia esa misma mañana, proporcionando a los medios de comunicación la información de que había sido asesinada entre el lunes 29 y el martes 30.

"por asfixia mecánica por sofocación. [...] Cuando se la encontró se habló de un rostro desfigurado, pero no tuvo una desfiguración traumática del rostro, sí tenia un golpe o raspón en la frente. 
 Fiscal general de Morón, Federico Nieva Woodgatee.

Al día siguiente, 2 de septiembre, los medios reflejaban las investigaciones por parte de la policía en relación con una expareja de la tía Betiana Labrador, apodado “Huevo” Martín, un hombre con antecedentes por narcotráfico que fue secuestrado en julio por una banda mixta de narcos y policías.
La niña había sido violada momentos antes de su muerte. Se evaluaba si había conocido a los agresores.
El 4 de septiembre surgió la noticia de que la tía de Candela, María Alejandra Romagnoli quien es dueña de un bufé y supermercado, había sido secuestrada el 8 de julio junto al primo de su esposo. Debieron pagar el rescate por 30.000 pesos. Fue esposa y tuvo dos hijos con el hermano de Carola Labrador, Candela era prima de sus hijos.
El Fiscal general de Morón, Nieva Woodgate, planteó, el 5 de septiembre, que el cuerpo "probablemente haya sido lavado. No hay elementos firmes que nos hagan pensar que se trata de un secuestro extorsivo".
El cuerpo como antes habían señalado no presentaba signos de agresiones diferentes a la violación y la asfixia. Según el fiscal el lugar donde fue encontrada, no era el mismo que el donde fue encontrada y que descartaron el secuestro de la tía política.
El 6 de septiembre, el jefe de Gabinete, Aníbal Fernández, señaló a los medios de comunicación por entorpecer la resolución del caso. Ese día, a la noche, fue allanada una casa a 5 cuadras de donde apareció la menor, en donde se encontraba ADN, fue investigada Gladys Mabel Cabrera, que era la dueña, y otras dos personas por encubrimiento. Además la Policía Científica realizó peritajes a una camioneta blanca tipo Traffic.
Los vecinos descreían de la participación en el caso. Hasta ese momento fueron demorados Gladys Cabrera (dueña de la casa de la calle Kiernan, color salmón), Ramón Néstor Altamirano, y Alfredo Monteros y su hijo, que lleva el mismo nombre, que es cuñado de Gladys y vivía en calle Itaquí, además de Gustavo Damián Valenzuela, un tornero mecánico. Los vecinos los defendieron, diciendo de estos últimos que eran perejiles. De la casa de calle Kiernan fueron secuestradas frazadas y sábanas con ADN.
El 7 de septiembre se dio a conocer el resultado del análisis de un vaso y un bol con restos de comida de la casa de calle Kiernan, la dueña y el vecino, Ramón Néstor Altamirano, fueron imputados, que contenía ADN de la víctima y les adjudicaron el secuestro. Gladys, Ramón, Gustavo Damián Valenzuela, Alfredo Monteros y su hijo fueron imputados por encubrimiento, tasladados a distintas seccionales e indagados por el fiscal Marcelo Tavolaro. El juez de Garantías Alfredo Meade convalidó el requerimiento. Las hipótesis eran que Gladys y Damián fueron autores y los otros tres "ayudaron a ocultar el cuerpo de la menor y hacer desaparecer rastros o evidencias", agregando datos de los vecinos "resultaba sospechoso, en el transcurso de dicha tarde (por la del 31 de agosto) cuando menos un camión y una camioneta Renault Trafic de color blanco había retirado muebles, bolsas, etc.".
El oficial inspector Fabián Oviedo fue detenido el 8 de septiembre mientras investigaba el caso Candela, además se le adjudica el asesinato de Fabián Gorosito. Ese día fue interrogado un joven llamado Maximiliano Rodríguez y reveló a Diario Clarín que lo habían hecho con otras personas del barrio. Ese día fue detenido Hugo Elvio Bermúdez, que vivía con su esposa y su tres hijos cerca de la casa de Carola. Un testigo de identidad reservada acusó a Hugo, supuesto vendedor de drogas, de ser quien secuestró a Candela. En su hogar se incautaron una aspiradora, con material del que se intentará extraer ADN, y una camioneta Partner roja en la que había sogas y preservativos. El testigo fue quien vínculo a las cinco personas detenidas y sostuvo que el 23 vio a Néstor Altamirano llevándole comida a la niña y que el carpintero y su hijo llevaban a la menor. 

El martes "yo estaba dando vueltas por el barrio y vi a Candela que estaba a la vuelta de mi casa”, vi a Néstor Altamirano llevándole comida a la nena (no dijo a dónde) y a su esposa “medio rara, que miraba para todos lados”. Por la tarde, el carpintero “y su sobrino, que tiene unos 24 años, de tez blanca, ojos oscuros, pelo negro y tiene un Gol color azul, se llevaron a Candela, pero no por la fuerza. Le prometieron que le iban a dar comida y ropa y se la llevaron a la casa de Néstor y Nelly” (domicilio de Altamirano y su esposa, Nélida). Es una casa ubicada en Charrúas 1081 (Tesei), que fue allanada varias veces desde el viernes pasado. Estábamos todos durmiendo. Escuché cómo a alguien le tapaban la boca, unos pasos y cómo rasguñaban las paredes. Yo golpeé una pared y ahí empezaron a rasguñar. Volví a golpear y después no escuché más nada. Al rato, Mariela, Jazmín y yo (no trascendió quiénes son) escuchamos una frenada de un auto, por lo que salí y escuché a una nena que gritaba ‘Ayuda, ayuda’. La subieron al Gol azul del sobrino de Néstor (el joven no está preso) y se la llevaron a la casa rosa de la calle Kiernan. A la noche si pasabas por la casa rosa escuchabas pasos y que se movían mesas. Hugo es un transa que anda en el barrio y en la semana lo vi que fue a la casa rosa también (...) Y en la semana le mandó mensajes a Mariela (no aclaró quién es) diciendo que se iba porque estaban haciendo allanamientos y tenía miedo y Mariela le dijo: ‘Bueno, pero a mí no me metas en tus quilombos. Vi el Gol del sobrino de Néstor dando vueltas por la zona” y que “uno de esos días” vi al carpintero entrando “a la casa con una bolsa gris” que estaba vacía. Micaela (no dijo quién es) me contó que tenía los ojos rojos cuando la mataron, como para afuera. Altamirano tenía un pelo negro enganchado en una uña”, dejando entrever que podría ser de la nena". 
Testigo de identidad reservada.

El testigo no nombró a los otros tres, Alfredo Monteros, el padre, y Gustavo Valenzuela, los dos primero vinculados a una Trafic blanca supuestamente usada para arrojar el cuerpo de Candela. Al ser indagados, los dos primeros dijeron haber ido a la casa, el día anterior, de Kiernan a retirar muebles de un familiar y negaron vínculos con el caso. Gladys, dueña de esa propiedad, afirmó que la tenía alquilada y que quienes fueron a buscar muebles eran del Ejército de Salvación. Bermúdez aseguró que era inocente. En la tarde de ese día Mariela Nuñez, nombrada por el testigo, declaró a los medios que era un testigo falso y aclaró que Jazmín era su hija. Su casa, la de Altamirano, y la de su hermana fueron allanadas. Mariela se encargó de desmentir los dichos del testigo y que "nunca había visto a Candela ahí ni oído ruidos extraños".
El 9 de septiembre declaró el uruguayo Hugo Bermúdez y quedó detenido y acusado de ser autor material, mientras Altamirano (quien le llevaba el alimento) y Cabrera (dueña de la casa donde supuestamente estuvo la niña) fueron acusados como partícipes necesarios, el tornero Alfredo Monteros (75, cuñado de Gladys Cabrera); su hijo, llamado igual (de 36 años) y el fletero Gustavo Valenzuela (a quienes se les adjudica la traffic) fueron detenidos por encubrimiento.
Luis Carpaneto, titular de la Defensoría Oficial 14 de Morón y representante de los Monteros, pidió la excarcelación.

"Ellos han negado tener conocimiento de que la nena haya estado en ese lugar. Fueron a retirar ciertas pertenencias de un familiar suyo que falleció hace un año, que es madre de Gladys Cabrera”. “No vieron a la nena en el lugar. Tuvieron contacto solamente con esta mujer y se limitaron a estar allí unos 20 ó 25 minutos para retirar una mercadería del lugar, para eso contrataron al fletero Valenzuela. Además ellos tienen la absoluta certeza de que Gladys no participó de este hecho . Ella no tenía ni siquiera conocimiento de que Candela puede haber estado en ese lugar.

Hasta ese momento había seis detenidos, más la prueba de la vaso y del bol. Ese día a la noche la madre no reconoció las prendas incautadas en la casa de Bermúdez. Nuevamente Altamirano, se declaró inocente, lo mismo hizo su abogado Matías Morla.

"La comida era la que le hacían al perro. Preparó la comida para cuatro días porque la mujer se iba a Tucumán. Los que mataron a Candela la alimentaron con eso". Altamirano es un carpintero al que le hicieron hacer un cerco en esa casa y que no sabe más nada. Nélida Pistan, Nelly, que estuvo en Tucumán es “víctima de un engaño”. "Lo lamento por la chiquita porque es terrible lo que pasó. Han dicho que yo la tenía. Le digo a la madre que no la vi, no la conozco".

 Nélida desmintió al testigo en Tribunales.
El 10 de septiembre Nelly se desvinculó del caso, en notas brindadas a los medios, alegando que no la conocía.
El 11 de septiembre vecinos anunciaron la "Marcha del perejilazo" para defender a Altamirano.

## Inicio de denuncias penales a vinculados al caso
El 12 de septiembre, el abogado defensor de Néstor Altamirano, Matías Morla, denunció al testigo de identidad reservada, que causó la detención de seis personas, en Tribunales de Morón. Según el abogado "dio información falsa" a los investigadores y con la sola intención de "acreditarse la recompensa de 400.000 pesos ofrecidos por el Ministerio de Seguridad provincial". Además presentó un escrito ante el fiscal de la causa Marcelo Tavolar, quien llevaba a cabo la inspección de la calle Kiernan, para que Altamirano (el carpintero) ampliara su declaración y solicitó que en esa audiencia esté presente el juez de Garantías Alfredo Meade, debido a que no quiso hacerlo anteriormente. Sobre el caso dijo que "esta causa es un delito federal porque es un secuestro extorsivo porque hubo llamados pidiendo dinero, que se produjeron cuando Candela estaba con vida". 
Ese día a las tres de la tarde aproximadamente liberaron a tres de los imputados, Alfredo Monteros padre e hijo, cuñado y sobrino de Gladys, y Gustavo Valenzuela, por el uso de "la traffic", porque el delito es excarcelable; quedando los "supuestos autores materiales", Altamirano y Cabrera detenidos. El 12 a las veinte horas, aproximadamente, se llevó a cabo la "Marcha del perejilazo", a la misma asistió la esposa de Néstor Altamirano, Nelly, pidiendo la liberación y señalando su inocencia.

"A Gladys la conozco a partir de que mi amiga fallece. Ella vivía en la Capital y no en la casa de la calle Kiernan. Ella me comentó sobre los inquilinos antes de que yo viajara a Tucumán el 23 de agosto, pero no los conocí y mi marido muy poco. El me comentó que habían allanado la casa de Gladys y ahí me dijo que era por el caso de la nenita. Y yo le pregunté qué tenía que ver la nenita con la casa y ahí él me dijo que supuestamente la habían tenido capturada ahí. Yo me quedé helada. Lo que le está pasando a mi marido es una injusticia".
Nélida Pistan de Altamirano.

Esa noche a las 23 horas luego de ser liberados los tres que estaban bajo el cargo de encubrimiento, los Montero y Valenzuela y quedando Cabrera, Altamirano y Bermúdez; arrestan a dos sospechosos por el secuestro de la niña. Uno, un remisero de 35 años, apodado "El pollo" José Luis Flores (36) y su mujer, Liliana Susana Cabrera (32), padres de dos niños, fue aprehendido durante un allanamiento efectuado en una casa de Galeno, en William Morris donde, se decía habían secuestrado una pistola calibre 9 milímetros y tenía antecedentes por robo, y el otro Fabián Espíndola, que vive en calle Garibaldi, que se encontraba internado en un hospital a causa de una golpiza recibida cuando -de acuerdo a fuentes policiales- hizo mención a su vinculación con el caso.
Según el abogado de "El pollo" y Liliana Cabrera, Alberto Domínguez, sus clientes eran inocentes.

"Sus clientes sólo están acusados de la posesión ilegal de esa arma. El defensor sostuvo, además, que la pistola fue “plantada” por la Policía". 
Entrevista de Diario Clarin al abogado.

El 13 de septiembre, "El pollo" José Luis Flores y Liliana Susana Cabrera fueron liberados. La comisión de senadores recomendó que se exonere a varios jefes policiales, entre ellos al jefe de la Policía, Hugo Matzkin, y pidió que se someta a jury a los funcionarios judiciales que intervinieron en la causa.
El 14 de septiembre se volvieron a centrar en la información obtenida el día 4, sobre el secuestro de Alejandra Romagnoli, una tía de Candela, quien junto a su marido el día anterior a su secuestro habían cobrado por el seguro de su auto. Estaba la hipótesis de la entrega de Carola y Betiana Labrador. Entre el lunes 12 y el martes fueron detenidas siete personas que se dedicaban a secuestros extorsivos. Sin embargo, para los investigadores, no estaban ligados al caso.

"Sus miembros estaban bajo investigación y sus conversaciones eran escuchadas cuando desapareció la nena. Y de sus charlas se desprende que en esos días su objetivo principal era robar countries. Pero nadie descarta que el motivo del ataque a Candela sí esté vinculado a ellos". 
 Nota de Virginia Messi, periodista de Diario Clarín.

El 15 de septiembre Ramón Néstor Altamirano, el carpintero detenido como partícipe necesario, se declaró inocente ante el fiscal Tavolaro y aportó información sobre algunas personas a las que aseguró haber visto en la vivienda de Kiernan, donde se halló ADN de la nena de 11 años.

"La cuestión va a terminar como una persona que estaba en un lugar poco indicado y nada más, pero que no tiene absolutamente nada que ver, es inocente"; la comida "la hizo su mujer antes de viajar" a Tucumán para darle al perro que vivía en esa propiedad, y él nunca entró a la vivienda". "Dijo que a veces la llevaba desde su propia casa, que a veces (al perro) lo alimentaba (Gladys) Cabrera, pero fue muy claro, muy contundente y es una declaración que lo deja al borde de la libertad". "También colaboró porque dio datos que pueden llegar a servir sobre distintas personas, sobre gente que él tomo conocimiento que estuvo en la casa".
 Matías Morla, abogado de Néstor Altamirano.

 Ese día fueron detenidas dos personas, Fabián Gabriel Gómez y Guillermo López, un verdulero y un fletero, por una posible vinculación con el llamado que recibió la familia el 29 de agosto y una posible relación con Hugo Bermúdez. El fiscal Marcelo Tavolaro les tomó declaración y estuvo presente el abogado Rodrigo González quien aseguraba que eran inocentes y que un testigo de identidad reservada los había involucrado. Hasta ese momento había cuatro personas detenidas, Gladys Cabrera -dueña de la casa de la calle Kiernan 992, de Villa Tesei-; Néstor Altamirano -carpintero y cuidador de esa vivienda y propietario de la vivienda de la calle Charrúas 1081-; Hugo Bermúdez -investigado para determinar si fue el autor material-, y el hombre que fue detenido el lunes 12 cuando estaba internado en un hospital, Alberto Espíndola, todos involucrados por testigos de identidad reservada. Por la noche fueron detenidos quienes secuestraron a la tía de la niña, María Alejandra Romagnoli, pero se confirmó que no tenían relación con el caso. Ramón Néstor Altamirano declaró ser inocente, Altamirano fue involucrado por un testigo de identidad reservada, y explicó que la comida que había sido analizada “la hizo su mujer antes de viajar” a Tucumán para darle al perro que vivía en esa casa.
El 17 de septiembre se confirmó a Diario Clarín una vinculación, por contactos telefónicos, entre Bermúdez y Carola Labrador. El 17 comenzaron los peritajes a cerca de 70 celulares secuestrados.

"El trabajo se desarrolla con un sistema utilizado por el FBI mediante el cual se enchufan los celulares a una máquina y automáticamente se baja toda la información de los teléfonos, hasta los mensajes, fotos y correos electrónicos que puedan haber sido eliminados".
 Abogada María Florencia Srur, defensora de Néstor Altamirano.

Los defensores de Gómez y López comentaron que en la semana del 19 serían sometidos a extracciones de sangre e hisopados bucales como se le hizo al resto de los detenidos para comparar sus perfiles genéticos con pruebas que se fueron recolectando en los allanamientos.
El 19 de septiembre, Diario Clarín confirmaba los dichos de Néstor Altamirano:

“Si quedo preso, me suicidio. Si salgo y alguien me involucra igual en el caso o me marca como un asesino, yo me mato igual”.

 Desde ese día el abogado Fernando Burlando representa a Carola Labrador.
El 20 de septiembre el abogado confirmó que la madre se presentará como querellante y la vinculación con el cura Julio César Grassi, el 21 de septiembre.
El 21 de septiembre, Francisco de Narváez criticó al gobernador Daniel Scioli:

"Es un caso político y se quiso usar políticamente dándole la difusión porque se esperaba (otro final). Desgraciadamente Candela perdió la vida.
Que (a Carola Labrador) la haya recibido la presidenta, que Scioli haya hecho una anticipación mediática de los procedimientos, claramente le da una naturaleza particular al caso. 
Hoy estamos hoy dando vueltas buscando pruebas que no existen y el caso Candela va a camino a no encontrar sus responsables.
El procedimiento hubiera sido distinto y con ese procedimiento hoy Candela estaría viva. 
 Lo que no habría hecho es un reality show en el que prácticamente se le decía a los delincuentes hacia dónde estaba yendo la investigación
Los gobernadores estamos para que esas cosas no pasen, no para acompañar a los familiares de las víctimas. Y esta es la decisión que Scioli no termina de tomar, la de anticipar lo que está pasando. El delito organizado controla las calles en la provincia de Buenos Aires y nos ha copado la parada". 
Francisco de Narváez a Radio Uno.

 Ese día surgieron rumores sobre la relación entre uno de los últimos detenidos, el fletero Guillermo López o el verdulero Fabián Gómez, y el presunto autor material; además Matías Morla el abogado de Néstor Altamirano aseguró a Clarín que los exámenes de ADN habían dado negativo. Desde la Fiscalía minimizaron esa información,

"Se han levantado unas 300 muestras por casa allanada: la casa rosa (Kiernan 992), la de Charrúas (que pertenece al carpintero) y la de Hugo Bermúdez; por lo que aún restan realizar más muestras ya que recién se está terminando con la primera casa. Es imposible tener los resultado, como sí tenemos plena certeza de que la nena estuvo en la casa de la calle Kiernan. ¿Por qué es imposible? Porque primero hay que sacar todos los perfiles que se hallaron en cada uno de los domicilios, para luego recién cotejarlos con el ADN de los detenidos. Y hay que tener en cuenta que hay tres imputados a los que aún no les hemos extraído sangre. Los resultados obtenidos, de existir, tendrían que ver con los estudios que se realizaron sobre los primeros detenidos que tuvo esta causa, no sobre lo últimos. O sea, sobre Bermúdez (acusado de ser el autor del crimen), el carpintero Altamirano y Gladys Cabrera, la dueña de la casa Kiernan (detenidos bajo el cargo de partícipes necesarios) y los torneros Alfredo Monteros (padre e hijo) y el fletero Gustavo Valenzuela, estos tres últimos en libertad pero sospechados de encubrimiento".

 Aceptaron a la madre como querellante en la casa.
El 22 de septiembre un compañero de trabajo de Carola Labrador difundió un comunicado a los medios de comunicación. La policía buscaba al supuesto tercer implicado, según Espíndola se había "cruzado en el barrio (en Hurlingham) con Gómez, López y el tercer hombre prófugo; en la causa estaban implicados López, Gómez y Bermúdez, que habrían estado en la casa de calle Kiernan, Gladys, que habría participado por ser dueña de la casa, mientras que Néstor Altamirano había admitido que alimentaba al perro. Altamirano presentó a cinco testigos para demostrar su inocencia.
El 23 de septiembre se dio a conocer la causa de la participación de Fernando Burlando, la directora del colegio de Candela habló con el cura Grassi, quien había sido maestro del hermano de la niña, para establecer relación con abogado que "trabajara gratis" y así se comunicó con Burlando quien aceptó participar en el caso. Ese día la madre escribió una carta a los medios.
El 24 de septiembre, Alberto Espíndola dijo que la policía lo había "obligado" a "admitir" su participación en el caso y negó sus dichos sobre el Gómez, López y el "tercer hombre", por esto se abrió una causa paralela a cargo del juez Yejezkel Vangowert. La madre de Candela creía que podía haber sido una venganza, negó conocer a los detenidos y desligó al padre de la niña del caso.
El 25 de septiembre Burlando sostuvo que uno de los detenidos podía haber estado relacionado con la muerte de Candela Rodríguez y negó la participación de la madre.
Con motivo de las graves irregularidades en la causa, el 17 de abril de 2012 todos los detenidos fueron puestos en libertad, excepto Jara que quedó preso por otro delito. Hugo Bermúdez, quien fuera acusado de ser el autor material del asesinato y Alberto Espínola, acusado de haber aportado la logística para secuestrarla, fueron liberados luego de que la Cámara Penal de Morón considerase nulas partes del expediente debido a que durante sus detenciones fueron extorsionados y sometidos a apremios ilegales para confesar e incriminar gente inocente.

### Sentencia final
El 29 de junio de 2020 la Cámara de Casación Bonaerense ratificó las penas de cadena perpetua para los imputados Hugo Bermúdez y Leonardo Jara y la pena de 4 años en prisión para Gabriel Gómez. A pesar de esto, siguen las investigaciones respecto a otros hechos relacionados con la causa.

## Hechos posteriores a la relevancia del caso
Alrededor de las 01:30 del 23 de abril de 2013, el testigo protegido de identidad reservada incurrió en heridas fatales producto de una explosión en su domicilio. Según la versión oficial, una fuga de gas provocó la explosión. Sin embargo, existen dudas sobre esta versión.[cita requerida] Tras la muerte del testigo, el Senado de la provincia de Buenos Aires reabrió la investigación.
La madre de Candela se mostró satisfecha con la condena de Bermúdez y Jara, expresando mediante un video subido a su cuenta de Instagram que "fueron muchos años de lucha, la verdad que era lo que esperaba".[cita requerida]